# Castell d'Esponellà
El castell d'Esponellà és una construcció medieval situada a Esponellà (Pla de l'Estany), declarada bé cultural d'interès nacional.

## Història
La primera referència a l'església parroquial del lloc d'Esponellà (villa Spondiliano), del comtat de Besalú, data de l'any 925. Al segle xii el locatiu apareix com a cognom. Malgrat aquestes referències, no hi ha mencions explícites a una fortalesa en aquest indret que en permetin conèixer els orígens. S'ha parlat de l'existència d'una petita fortificació, segurament una torre, durant el segle xi, de la qual eren castlans els Creixell de Borrassà. Posteriorment, aquesta fortificació passà a ser controlada per la família Palera (segles xii i xiii). A principi del segle xiv aquesta petita fortalesa era propietat de la família Rocabertí.
El 1380 l'infant Joan, duc de Girona, va vendre la jurisdicció del lloc d'Esponellà al seu metge Guillem Colteller (venda confirmada pel rei Pere el Cerimoniós). L'any següent, 1381, Colteller obtingué el dret a erigir la seva senyoria com a castell termenat o baronia, i es creu que ell iniciaria la construcció del castell. Efectivament, el castell presenta senyals evidents d'haver estat objecte d'una reforma general a finals del segle xiv, tot i que l'escassa documentació coneguda no ho esmenta. En aquest moment, s'amplià el recinte cap al sud amb la construcció de diverses terrasses. Així mateix, es bastí un fossat i es reforçà el mur oest amb una obra que el folrava. L'estructura general del castell, durant aquest període, devia ser força similar a l'actual.
Segurament, el castell degué patir els efectes dels terribles terratrèmols dels anys 1420 del segle xv, tal com indiquen alguns elements en les restes del monument. Durant aquest segle la importància estratègica d'aquest castell no minvà: està situat en una cruïlla de comunicacions entre el Pla de l'Estany i l'Empordà, alhora que domina tota una plana. De la filla i hereva de Guillem Colteller passà per matrimoni als Campllong, senyors de la baronia de Púbol (Baix Empordà), i d'aquests als Corbera i a altres famílies de la petita noblesa. L'any 1442 Margarida de Campllong, néta de Colteller, va fer acabar la construcció del pont d'Esponellà, infraestructura que subratllava encara més la importància del castell.{´CC}}
El 1468, el castell fou lliurat pel rei Renat d'Anjou al senyor provençal Folc d'Agoult, en el context de la Guerra civil catalana. Segurament, pot datar d'aquest període la construcció de la barbacana de planta semicircular que defensava l'accés al castell, que es feia per un petit pont d'obra.
Més endavant, la fortificació va perdre el seu valor estratègic i militar, i es va destinar a l'explotació del territori. Així, es va adaptar internament per tal d'utilitzar-lo per a tasques agrícoles. El culte a la capella de la Mare de Déu de l'Esperança es va mantenir fins a l'any 1657, quan la mort violenta del capellà de la vila mentre hi feia missa conduí al seu abandonament. Les dades arqueològiques indiquen que el castell també fou totalment abandonat en aquesta mateixa època. Des del seu abandonament, es va convertir en una pedrera on els habitants de la zona s'abastien per construir les seves cases i masos.

## Descripció
El castell està situat sobre un turó que domina el poble d'Esponellà, els camins entre el Pla de l'Estany i l'Empordà, i el riu Fluvià. Actualment, aquesta fortalesa està molt malmesa. Només en resten alguns paraments de pedra, que formen dos recintes. El primer recinte, de forma triangular, dataria del segle xiii, i fou ampliat al segle xiv cap al sud, amb un terraplenat del terreny, per construir un segon recinte. Al nord-oest, la part més elevada i potser la més antiga, hi ha una gran torre quadrada amb paviment de còdols. Es conserven trams de muralla amb espitlleres. A la banda de la torre quadrada es pot observar que el mur folrava el terreny natural, la qual cosa sembla indicar que el castell es bastí rebaixant el terreny.
A prop del castell hi havia la capella que devia donar servei espiritual al seus estadants, dedicada a la Mare de Déu de l'Esperança. Les restes d'aquesta capella, probablement, es corresponen amb unes ruïnes encara visibles a l'est de la fortificació, just al davant de la porta d'entrada principal. Aquesta capella externa s'enderrocà al segle xv per tal de bastir una barbacana que protegia la fortalesa (la capella es troba en la línia directa de tir de la seva tronera). Aquesta barbacana és una construcció semicircular que presenta evidències d'un petit camí de ronda a la part superior del mur, cosa que demostra que es tractava d'una estructura descoberta. L'accés al castell es feia per un petit pont d'obra que encara es conserva.
Així mateix, es conserva una gran cisterna de planta rectangular que recollia les aigües pluvials. Existeix, a la zona oest, una altra cisterna més petita, que és de construcció posterior, de l'època que el castell funcionava com a masia.

### Excavacions arqueològiques
La restauració del castell es va iniciar a finals de la dècada del 1990, a iniciativa de l'Ajuntament d'Esponellà. S'hi han realitzat diversos camps de treball per a joves, que han desbrossat i netejat el terreny. També s'hi han realitzat campanyes arqueològiques durant els anys 1999-2000 i 2012-2013.
Tanmateix, la neteja inicial per a facilitar-hi l'accés efectuada a finals de la dècada de 1990 va suposar la pèrdua d'un important volum d'informació històrica, perquè es va fer sense cap mena de control arqueològic ni tècnic. Un altre problema afegit és que, en no consolidar-se les restes de les excavacions arqueològiques, el conjunt ha sofert una creixent degradació, en ser exposats als elements els murs i el conjunt de les restes després de segles d'estar enterrats i protegits. L'any 2002 es va fer una senyalització i adequació general del conjunt per a la seva visita, però la manca de manteniment ha comportat una ràpida degradació.
Les excavacions de l'any 2000 varen deixar al descobert les restes de dues habitacions a l'extrem nord-est del castell. Es va poder constatar que, antigament, havien format una única cambra, amb una funció senyorial, ja que tenia un magnífic terra de travertí, ara en molt mal estat per la total manca de protecció des que es va excavar. El buidatge de la cisterna més petita va permetre recuperar dos capitells amb decoració floral, que es poden datar al segle xiv. També es varen trobar restes de plafons de guix, que segurament decoraven el sostre de les habitacions principals cap al segle xvi. Tot això permet suposar que el conjunt també va funcionar com a residència senyorial, si més no en alguna etapa de la seva història.
El 2013 i 2014, la Diputació de Girona ha dut a terme una nova intervenció d'excavació i de consolidació de les restes del castell.

## Galeria

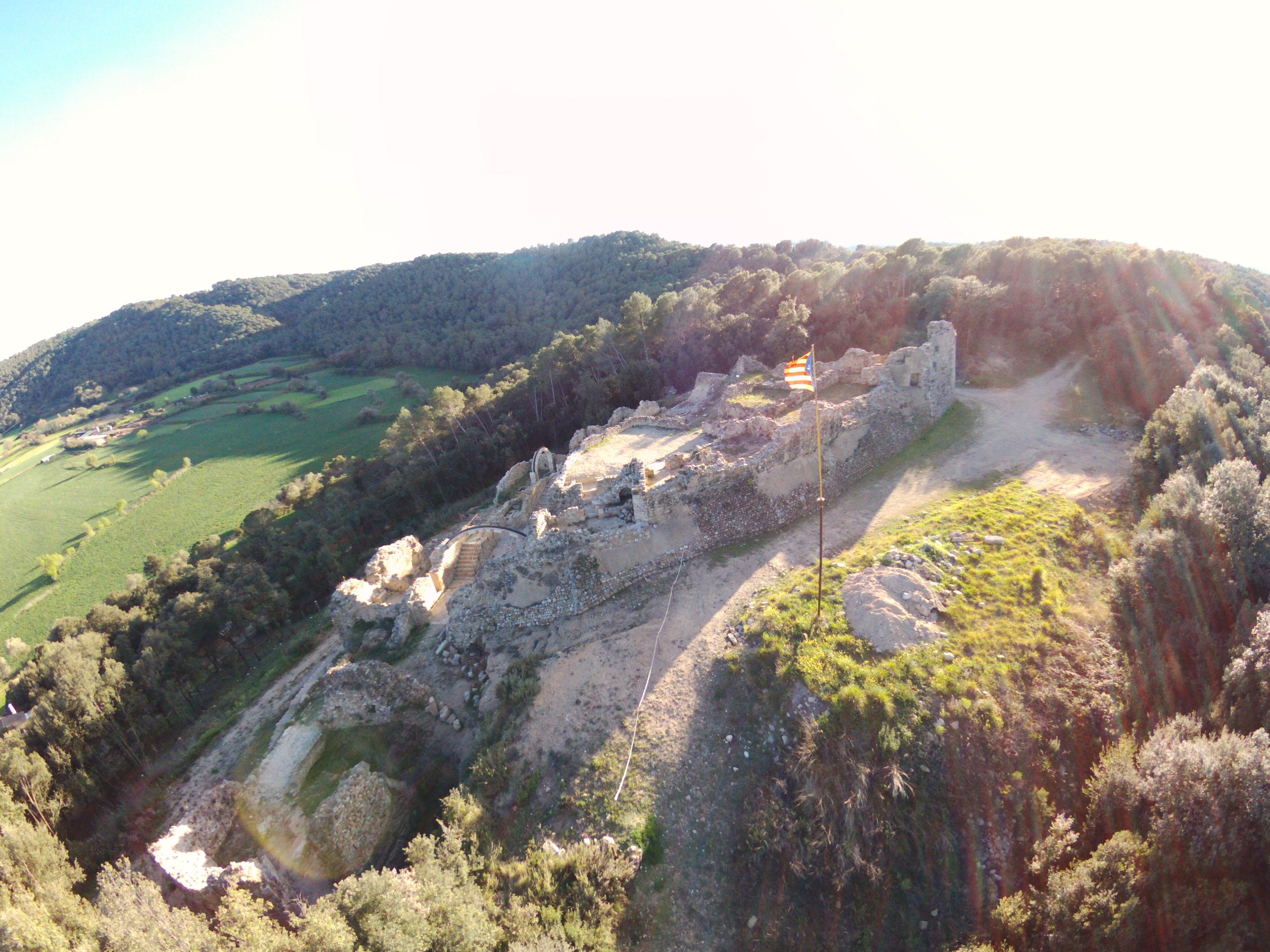
El castell i les seves vistes
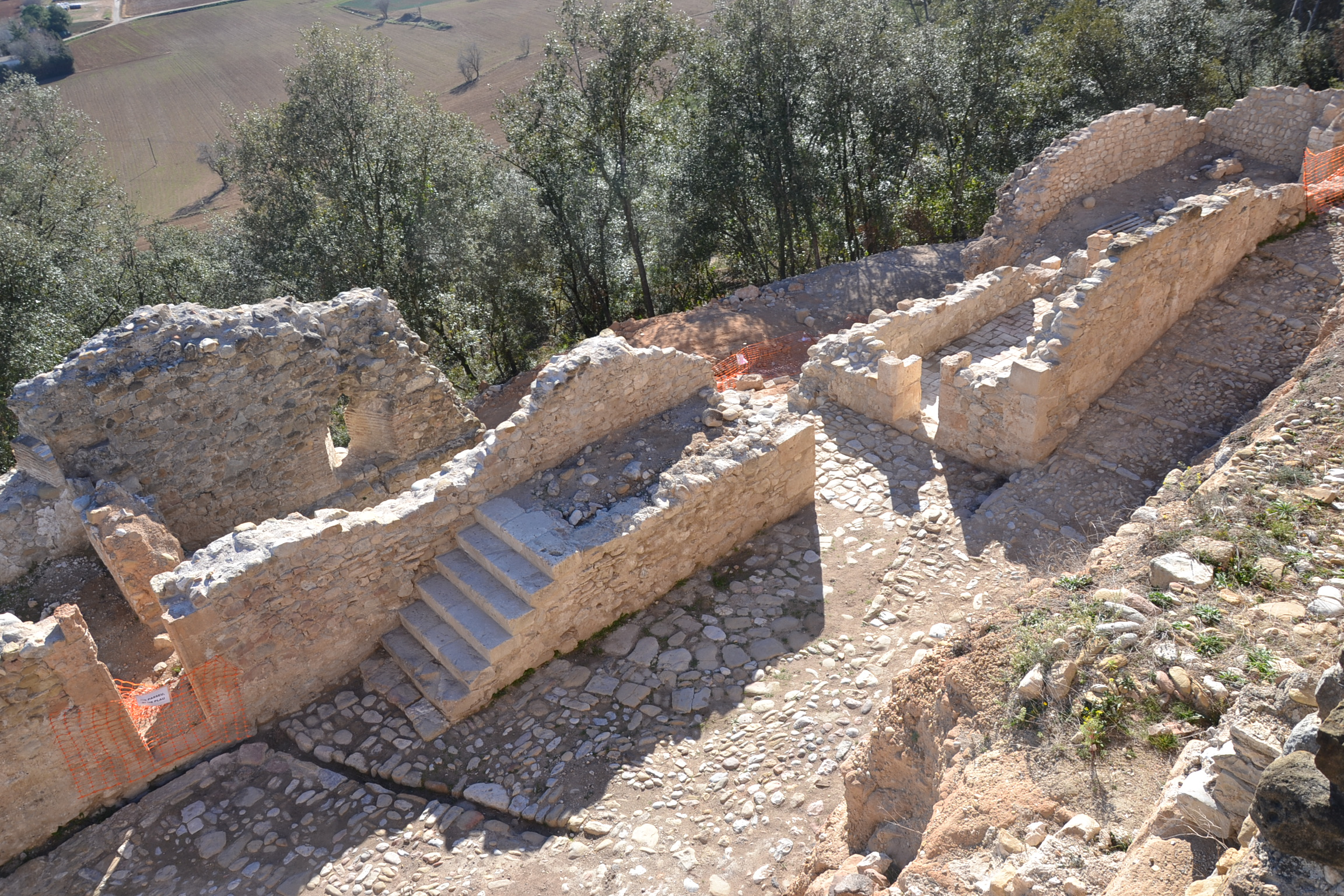
Vista general del sector sud
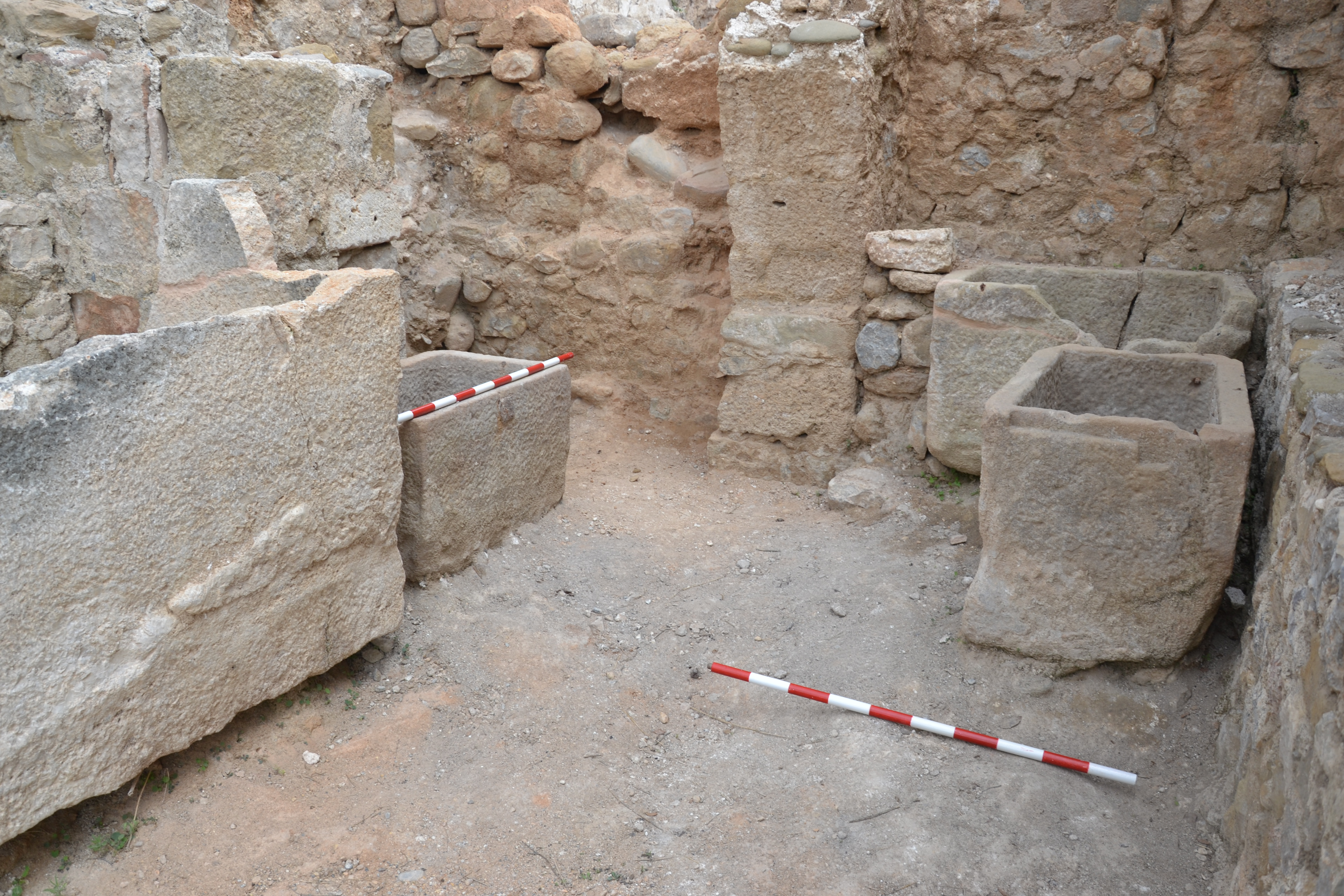
Piques per a emmagatzemar oli
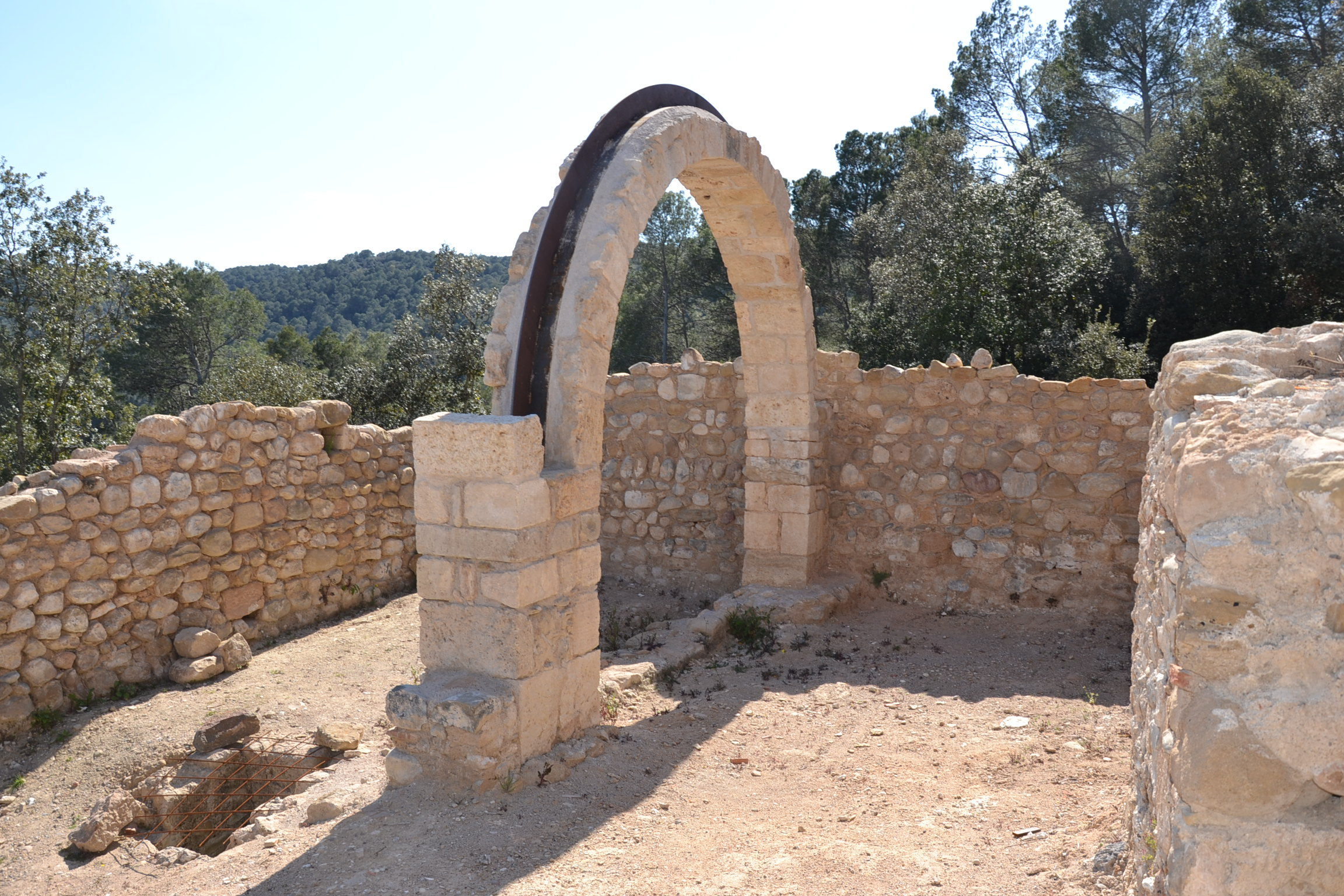
Arc reconstruït
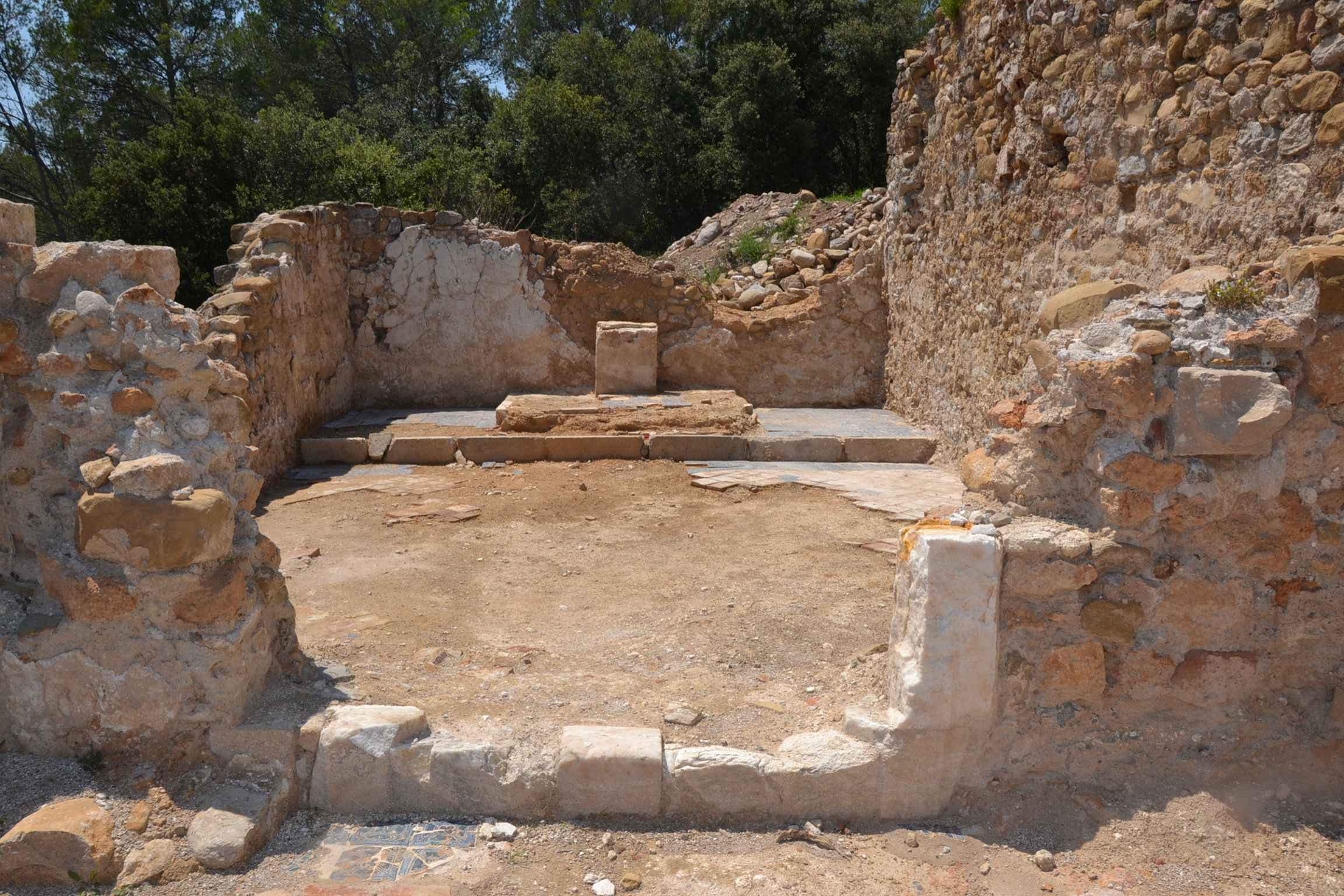
La capella
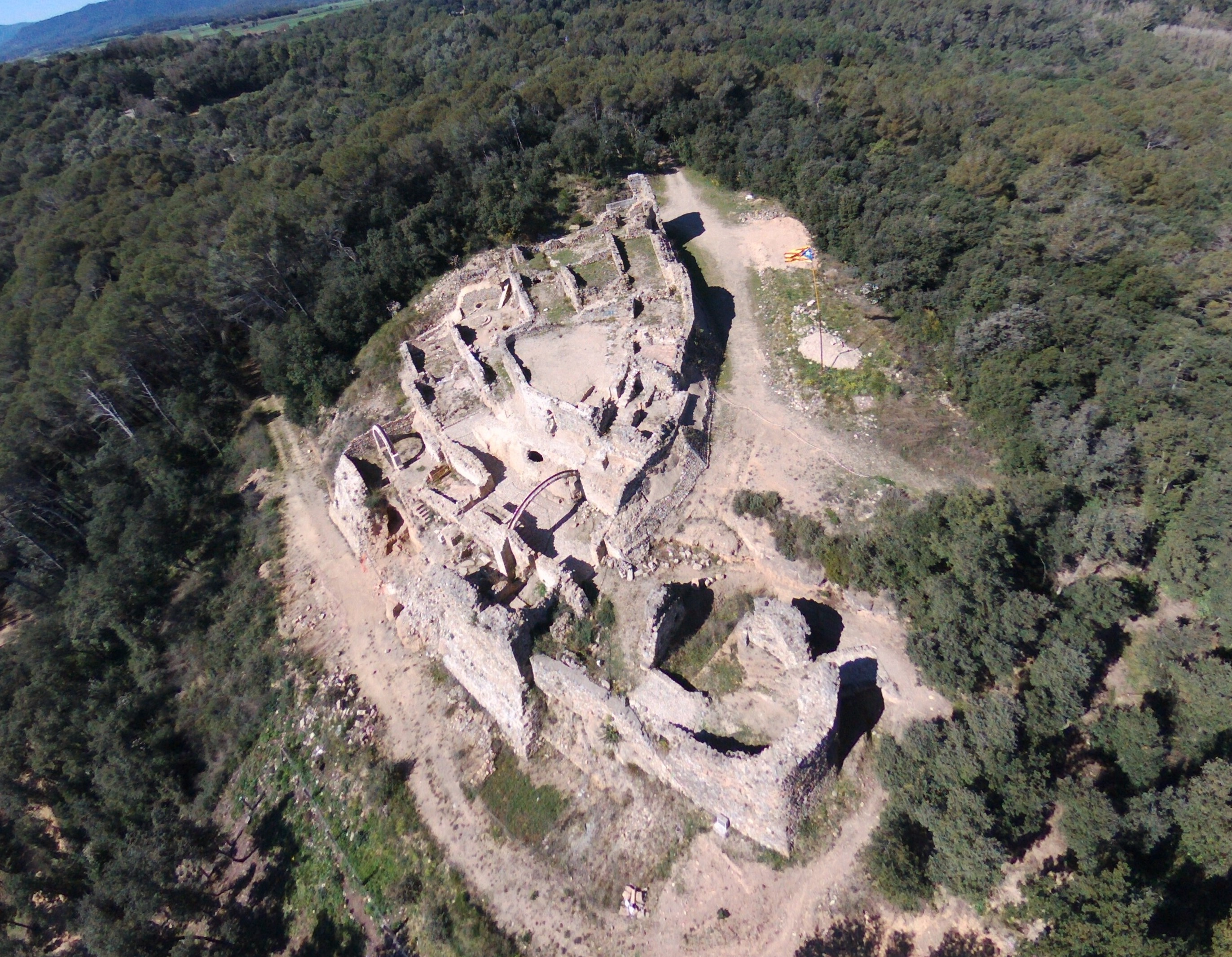
Vista general actual del castell